# 协和桥
协和桥（法語：Pont de la Concorde），是法国巴黎一座跨越塞纳河的拱桥，介于协和广场的堤道（quai des Tuileries）（右岸）和奥赛堤道（quai d'Orsay）（左岸）之间。它在过去曾称为路易十六桥（pont Louis XVI）、革命桥（pont de la Révolution）、协和桥，波旁复辟时期（1814年）复称路易十六桥，1830年再度恢复协和桥名称，直至今日。附近有地铁的国民议会站和协和站。

## 历史
1787年，建筑师Jean-Rodolphe Perronet受命建造新桥。计划开始于1755年，当时开始兴建路易十五广场（今协和广场），以取代此处的渡口。在动荡的法国革命中工程继续进行，利用了拆卸巴士底狱的石材建造，完成于1791年。
1810年，拿破仑一世在桥的置于两旁安放法兰西第一帝国8位阵亡将军的雕像。波旁复辟时期改为12座巨大的大理石雕像，其中包括4名大臣叙热、苏利、黎塞留、柯尔贝尔，4名陸軍名將（杜·盖克兰、巴亞爾、大孔代、蒂雷納子爵）和4名海軍名將勒内杜高依、迪凱納、皮埃爾·蘇弗朗、图尔维尔。然而，这些雕像对于桥梁太过沉重，路易-菲利普一世将它们转移到了凡尔赛宫。
过桥交通变得十分拥挤，1930年到1932年，该桥加宽到原来的2倍。工程师德瓦尔和马利特仔细维护新古典主义建筑原貌。1983年最后一次修复。今天，这座桥是巴黎的道路交通要冲（环城大道的桥梁除外）。